# Chaetosturmia barbata
Chaetosturmia barbata là một loài ruồi trong họ Tachinidae.